# Effet d'assoupissement
L'effet d'assoupissement (ou sleeper-effect) est un phénomène décrit par les psychologues sociaux Hovland, Janis & Kelley 1953. Il se traduit par un oubli de l'émetteur d'un message alors que le message reste, lui, parfaitement mémorisé. Il devient alors difficile de juger de la pertinence du message dans la mesure où la source ne nous est plus accessible de façon fiable. 